# Bo Möller

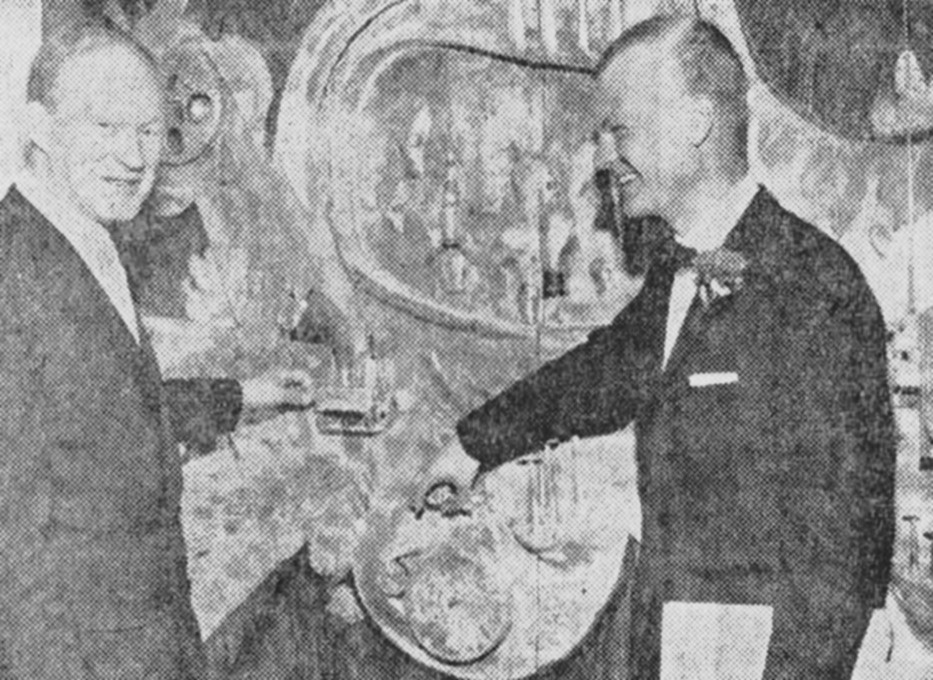
Bo Möller (till höger) vid invigningen av Philipshuset i september 1963.

Bo Georg Möller, född 14 februari 1929 i Stockholm, död 20 september 2020 i Täby distrikt, Stockholms län, var en svensk arkitekt.

## Biografi
Bo Möller, som var son till direktör Eugen Möller och Vera Nilson, avlade studentexamen i Bromma 1948 och utexaminerades från Kungliga Tekniska högskolan 1954. Hans första arkitektuppdrag var att rita sina föräldrars nya villa i Näsbypark där han sedermera bosatte sig.
Fram till 1957 var an anställd vid olika arkitektkontor, bland annat hos arkitekt Sven Kjerr där han praktiserade redan under sin studietid. Därefter kom han till byggföretaget Siab där han blev chef för Siabs arkitektkontor. Efter tio år på Siab startade han den egna firman Bo Möller Arkitektkontor som han drev fram till sin pensionering. Möller företog studieresor i Europa och USA. Han blev officer i ingenjörstruppernas reserv 1951.
Bland hans arbeten märks några större kontorsfastigheter, bland dem Lidingö Arena (byggår 1974) vid Stockholmsvägen på Lidingö, fastigheten Kylhuset 15 (byggår 1968) på Slakthusområdet och Philipshuset  (byggår 1963) vid Tegeluddsvägen. I Philipshusets före detta kontorsdel huserar sedan 2008 Förvaltningsrätten i Stockholm och i lagerdelen ligger sedan 1996 TV4-huset.

## Bilder, arbeten i urval

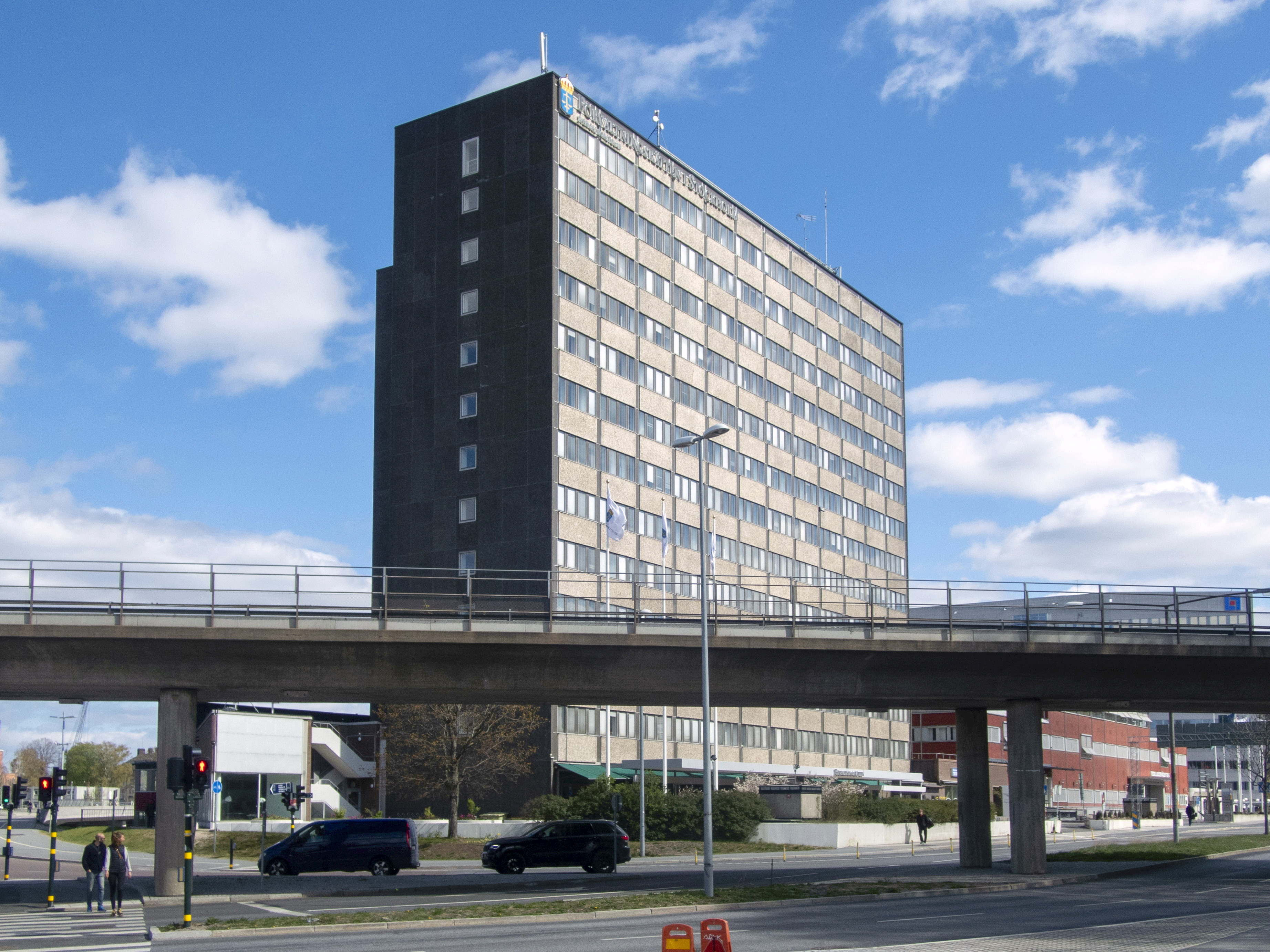
Philipshuset.
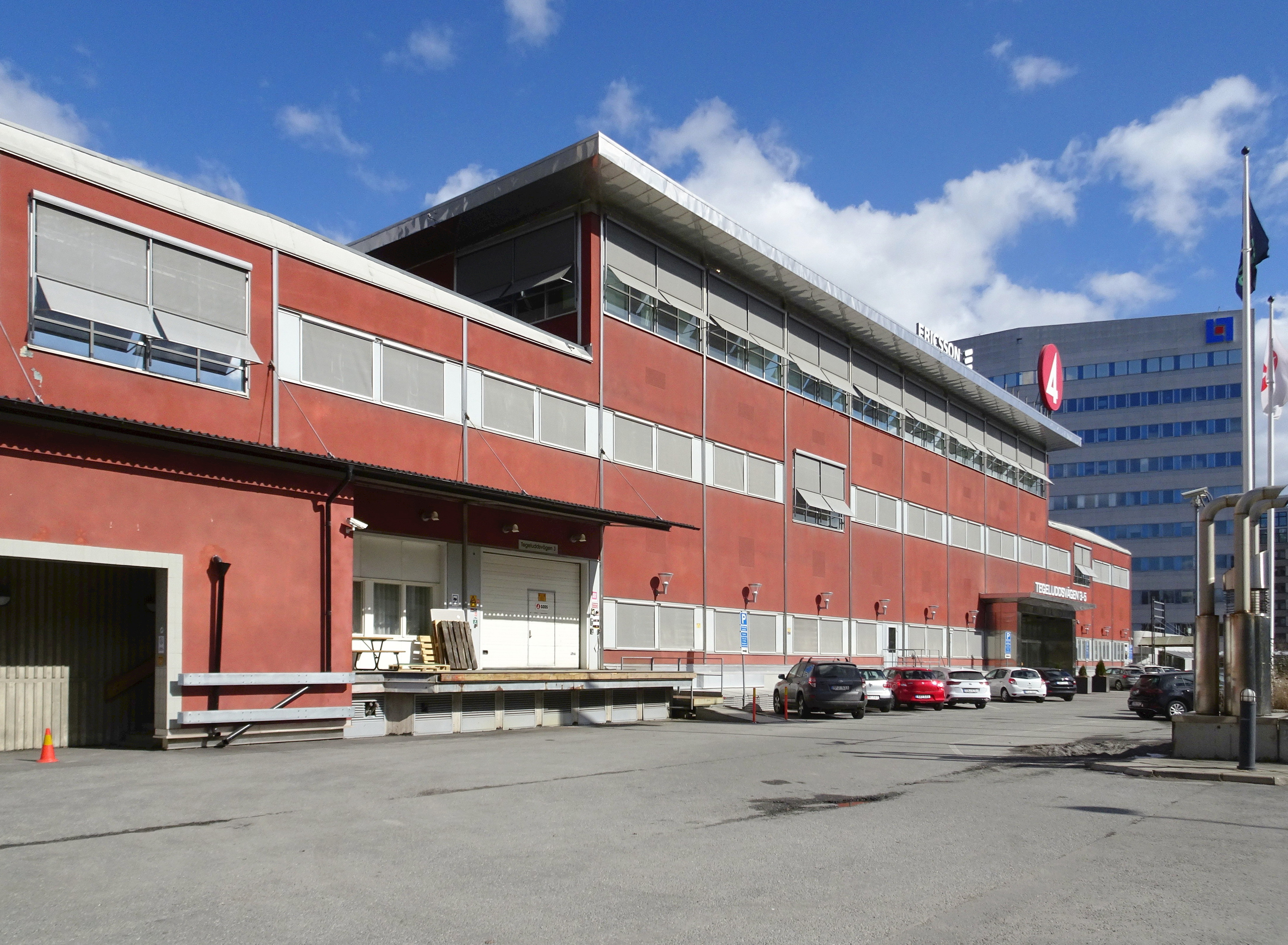
TV4-huset.
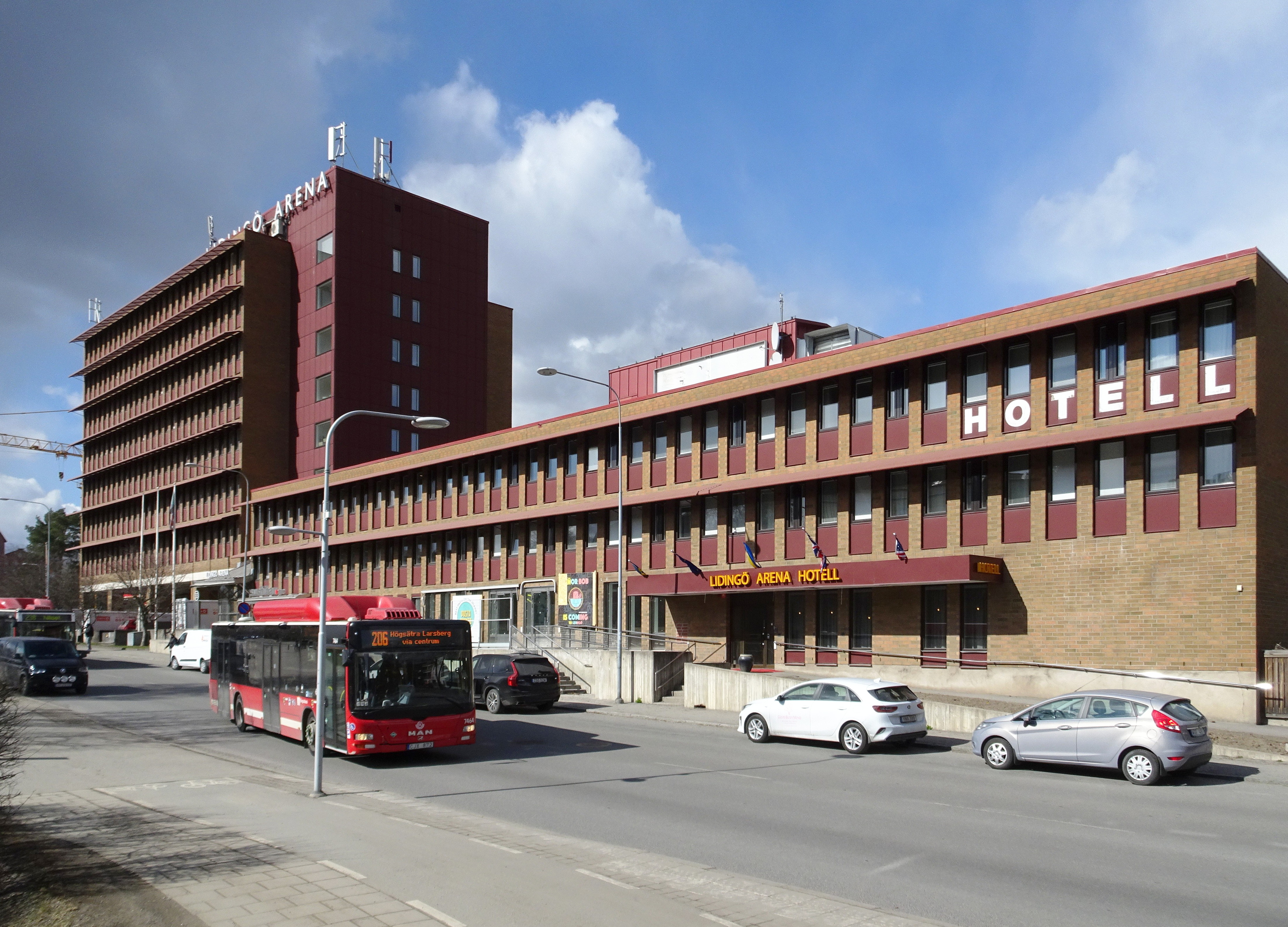
Lidingö Arena.
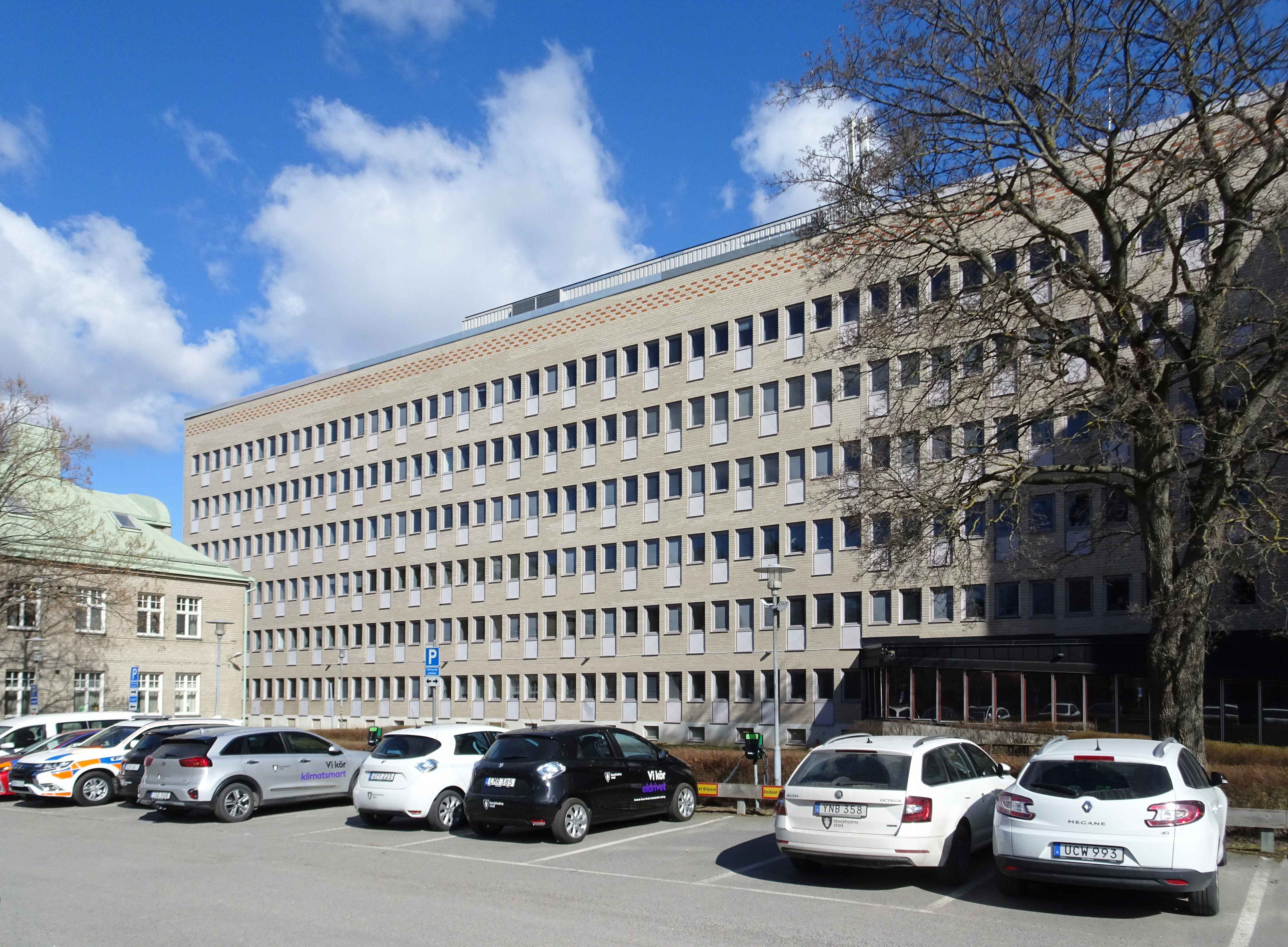
Kylhuset 15, Slakthusområdet.

## Privat
Bo Möller var aktiv i svensk curling. Under hans fem år som ordförande i Svenska Curlingförbundet på 1970-talet vann Sverige guldmedaljer i herr-VM, dam-EM och junior-VM. Han var också själv en duktig spelare med totalt nio SM-guld. Bo Möller gravsattes den 5 januari 2021 på Bromma kyrkogård.